# Anomalon pardalus
Anomalon pardalus är en stekelart som först beskrevs av Masi 1932.  Anomalon pardalus ingår i släktet Anomalon och familjen brokparasitsteklar. Inga underarter finns listade i Catalogue of Life.